# Филип II фон Золмс-Лих
Филип II фон Золмс-Лих (на немски: Philipp II zu Solms-Lich; * 4 юли 1559; † 13 февруари 1631 при Виена) е граф на Золмс-Лих и господар на Хумполетц-Хералетц.
Той е четвъртият син на граф Ернст I фон Золмс-Лих (1527 – 1590) и съпругата му графиня Маргарета фон Золмс-Браунфелс (* 1541; † 18 март 1594), дъщеря на граф Филип фон Золмс-Браунфелс (1494 – 1581) и съпругата му графиня Анна фон Текленбург (1510 – 1554), дъщеря на Ото VIII фон Текленбург († 1534)).
Братята му са Райнхард II (1562 – 1596, пада от кон), Георг Еберхард I (1563 – 1602), Ернст II (1563 – 1619) и Ото (1574 – 1592).
Филип II умира на 13 февруари 1631 г. край Виена на 61 години и е погребан в Ледеч (днес в Чехия).

## Фамилия
Филип II се жени на 28 април 1603 г. в Прага за Сабина Попел фон Лобковиц (* 2 ноември 1583; † 3 юни 1623 в Прага), дъщеря на Ладислав III 'старши' фон Лобковиц (1537 – 1609) и Мария Магдалена фон Залм-Нойбург (1548 – 1607). Те имат децата:
- Фридрих Адолф (1607 – 1609)
- Мария Елизабет (1608 – 1613)
- Хеайнрих Ернст (1609 – 1610?)
- Филип Адам (1611 – 1670), женен за Хелена Елеонора Елизабет Рашин фон Ризенбург (1632 – 1699), която се омъхва втори път (1666) за императорския камерхер Фердинанд Рудолф фон Валдщайн (ок. 1628 – 1687)

Филип II се жени втори път на 10 юли 1624 г. в Прага за Ева, фрайин Маловец фон Маловиц-Чейнов и Винтерберг († 18 декември 1688). Те нямат деца.